# Джіґрашені
Джіґрашені (груз. ჯიგრაშენი) — село в Грузії.
За даними перепису населення 2014 року в селі проживає 784 особи.